# Проблема курицы и яйца

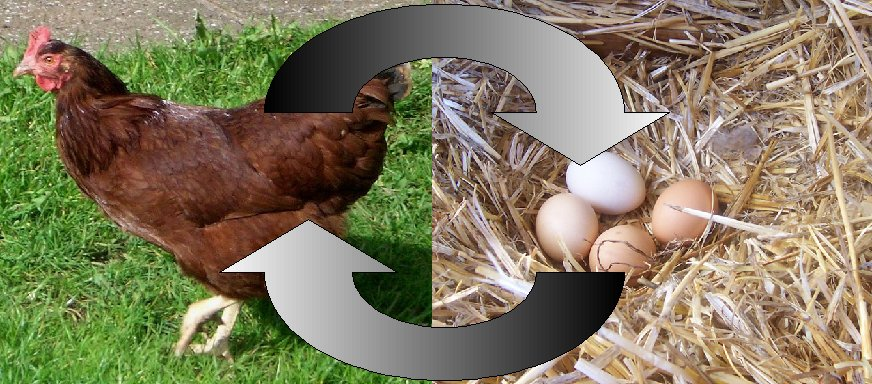
Иллюстрация цикла яйца и курицы

Пробле́ма ку́рицы и яйца́ (иногда дилемма курицы и яйца) — логический парадокс использования понятий с нечётким объёмом. Парадокс звучит следующим образом: «Что было раньше — курица или яйцо?» С одной стороны, для появления курицы необходимо яйцо, с другой — для появления яйца нужна курица. Необходимо установить причинно-следственную связь.

## История парадокса
Взгляды на проблему можно найти в трудах классических философов Древней Греции. Их работы показывают, что она широко обсуждалась. Изначально спрашивалось о птице вообще. Например, Аристотель считал, что ничего из них не было первично, а появилось одновременно. Он рассуждал, что если бы был первый человек, то он должен был бы родиться без отца или матери, — а это, по мнению философа, противоречит природе. Таким образом яйцо не могло быть первым, чтобы дать начало птицам, ибо само должно быть снесено ею, и не может быть первой птица, раз сама появилась из яйца.
Проблему анализировал и Плутарх в 8 томе «Моралий», причём он рассматривал курицу вместо просто птицы, а затем Макробий.

## Взгляд на вопрос с точки зрения эволюционной биологии

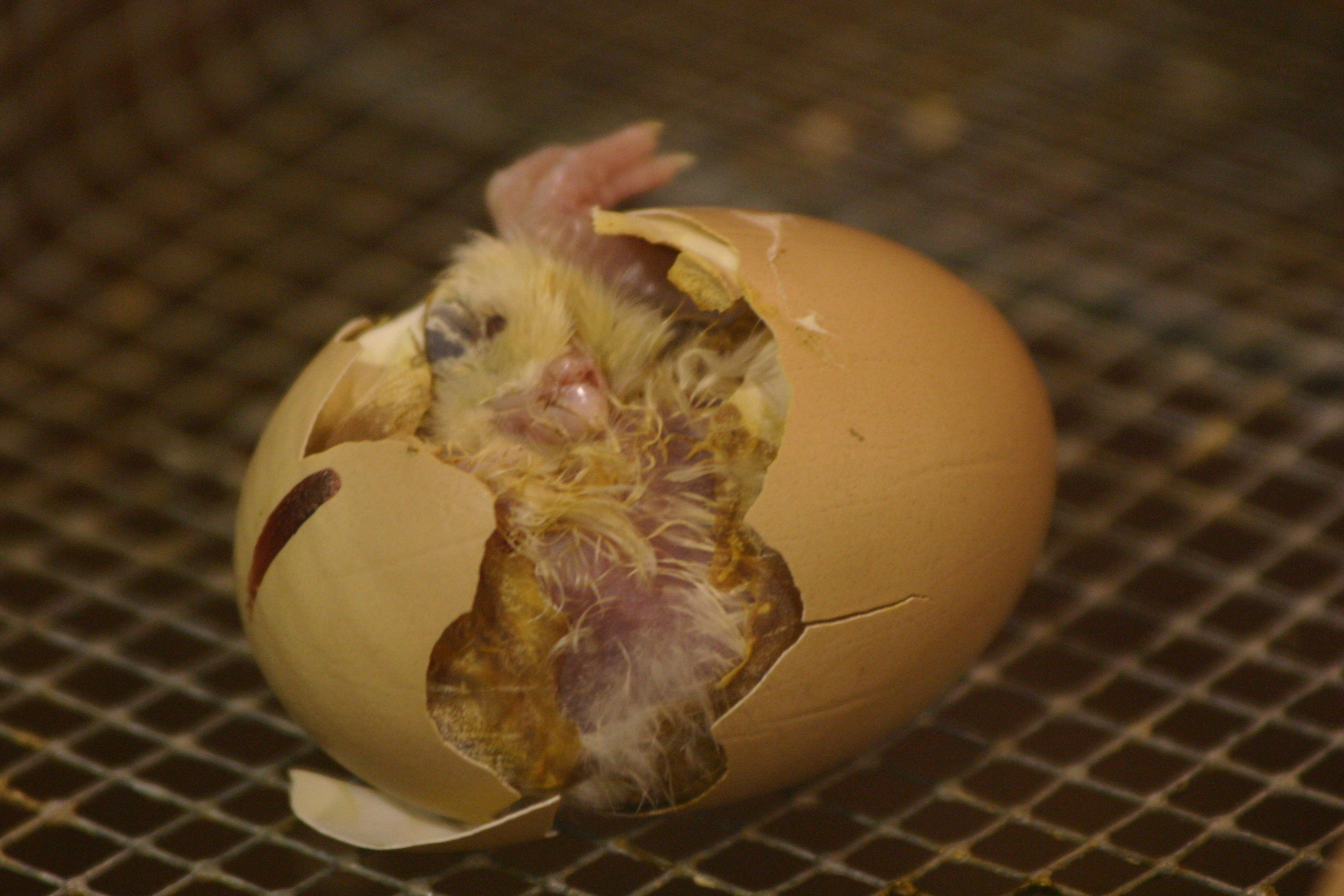
Цыплёнок вылупляется из яйца

Яйцо как способ размножения появилось намного раньше кур. Согласно современным взглядам, птицы являются эволюционными «потомками» динозавров, уже размножавшихся яйцами задолго до начала процесса эволюционной трансформации некоторой части динозавров в птиц. В условный исторический момент возникновения класса птиц было снесено яйцо, из которого позднее вылупилась «птица». В то же время, более широкое трактование позволяет под «яйцом» понимать схожие с ним по строению и функциям биологические объекты (икра рыб, земноводных, яйца пресмыкающихся, в том числе имеющие твёрдую оболочку). Но широкая трактовка предполагает, что ранее должны были появиться живые существа, эволюция которых привела к использованию яиц в процессе размножения.
Если внести уточнение — «курица или куриное яйцо» — задача не имеет решения. Эволюция (постепенное изменение облика от поколения к поколению) идёт настолько медленно, что невозможно найти чёткую грань между «пракурицей» и «курицей», как и между «яйцом пракурицы» и «яйцом курицы».
Если же в этом уточнении придумать искусственный бинарный критерий, курица это или нет (например, наличие определённого белка), то, разумеется, первая птица, подходящая под критерий курицы, вылупилась из яйца (вернее, из яйцеклетки), снесённого не курицей.

## В технике
В технике «проблемой курицы и яйца» называют порочный круг, который разрывают с помощью каких-либо дополнительных ресурсов:
- Калибровка приборов по методу сравнения.
- Программатор обычно содержит запрограммированную микросхему. Круг разрывают с помощью другого программатора или особых схемных решений.
- Считается, что язык программирования — как минимум компилируемый — готов к эксплуатации, когда на нём написан его же компилятор. Разрывают этот порочный круг с помощью раскрутки компилятора.
- Эмиссия платёжных карт и установка устройств, которые с ними работают (банкомат, POS-терминал, и т. д.).
- Загрузка браузера с сайта. Потому любая операционная система в интернет-эпоху обязана иметь либо простейший браузер, либо какой-то способ его скачать (например, FTP-клиент или централизованный магазин программ).
- PKUNZIP.ZIP — классическая компьютерная шутка. Архиватор PKZIP, в отличие от большинства современных архиваторов, состоял из нескольких программ, в их числе PKZIP для упаковки и PKUNZIP для распаковки. Последняя распространялась бесплатно.
- Как загрузить ОС, если драйверы файловых систем загружаются на относительно поздних стадиях? В DOS положение файлов io.sys и msdos.sys фиксировано и записано в загрузочный сектор. В Linux для этого используется виртуальный диск initrd.

## В массовой культуре
- В 2006 году компания Disney устроила дебаты на тему «курица или яйцо» в честь мультфильма «Цыплёнок Цыпа»[4].
- Часто встречаются заголовки вида «Британские учёные разрешили проблему курицы и яйца». В действительности их результаты более приземлённые: например, в формировании скорлупы куриного яйца важную роль играет белок овоклединин-17, которого нет у других птиц[7].